# Вахтин, Борис Борисович (журналист)
Борис Борисович Вахтин (1907, Санкт-Петербург — 15 марта 1938, Расстрельный полигон Коммунарка) — советский журналист, специальный корреспондент.

## Биография
Борис Вахтин работал секретарём в редакции газеты «Молот». Затем — специальным корреспондентом «Комсомольской правды» в Ростове-на-Дону.
В 1935 году Борис Вахтин был арестован по обвинению в принадлежности к «ленинградской оппозиции», приговорён к 5 годам лагеря и направлен в Соловецкий лагерь особого назначения.
27 января 1938 года Борис Вахтин как «участник антисоветской террористической организации» был отправлен в Москву и заключён в Бутырскую тюрьму. 14 марта 1938 года приговорён к высшей мере наказания и 15 марта расстрелян на полигоне Коммунарка.

## Семья
- Панова, Вера Фёдоровна (1905—1973) — жена, советская писательница. Лауреат трёх Сталинских премий.
- Вахтин, Борис Васильевич (1882—1918) — отец, морской офицер, капитан 2-го ранга, в начале службы на броненосце «Потёмкин» был ранен при мятеже в 1905 году. В феврале 1918 года был расстрелян в Севастополе во время красного террора[3].
- Вахтин, Юрий Борисович (1909—1986), брат, капитан РККА, артиллерист. Кавалер Ордена Ленина за участие в конфликте на Халхин-Голе, был взят в плен немецкими войсками в 1942, после войны эмигрировал из Германии в Марокко, а затем в США[4].
- Вахтин, Борис Борисович (1930—1981) — сын, русский советский писатель, драматург, сценарист, философ, переводчик, востоковед-синолог[5].
- Вахтин, Юрий Борисович (1932—2006) — сын, российский учёный-генетик, профессор, академик РАЕН.